# Гружа
Гружа (серб. Гружа, сербохорв. Gruža) — река в Моравичском, Шумадийском и Рашском округе Сербии. Левый приток Западной Моравы (бассейн Чёрного моря). Длина 62 км. Площадь бассейна — 622 км², по другим данным — 886,6 км². На середине течения создано Гружанское водохранилище. Не судоходна.

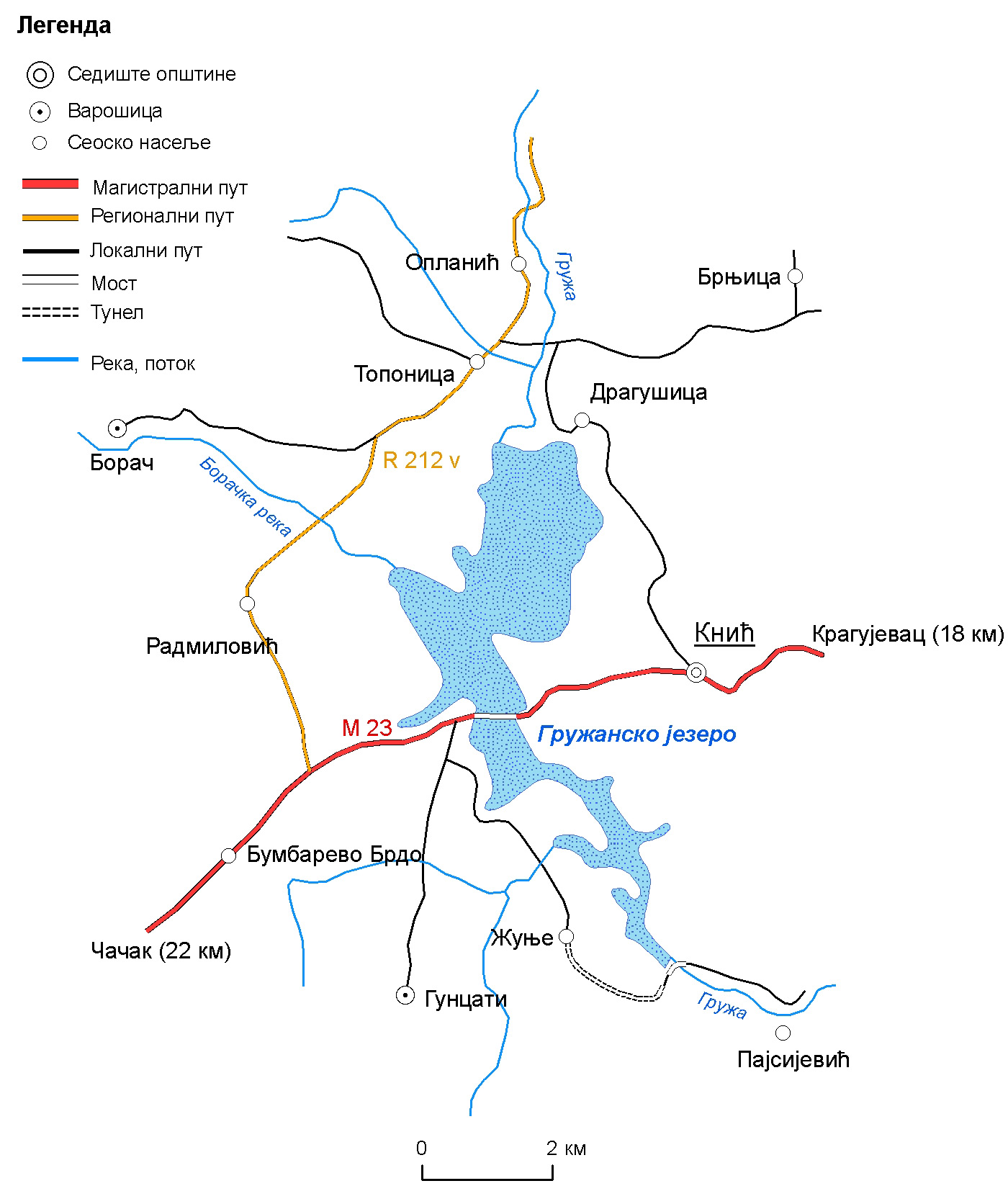
Фрагмент схемы течения

Гружа берёт свое начало у горы Рудник около деревни Рудник, к северо-востоку от города Горни-Милановац в центральной Сербии. Протекает рядом с сёлми Майдан, Таково, Неваде и всего в нескольких километрах от Горного Милановаца делает резкий поворот на восток. Однако вскоре около села Люляци вновь поворачивает на юг, сохраняя это направление и в дальнейшем. Около села Драгушица начинает формироваться чаща Гружинского водохранилища, называемого населением озером. Его создали в 1979—1981 годах для водоснабжения городов Крагуеваца, Кралево и окрестных деревень. В начале ширина водохранилища достигает почти 3 километров, но в середине оно постепенно сужается до 300 метров, его длина составляет 10 километров. Максимальная глубина достигает 35 метров. В нижней точке водоёма установлены водозаборные и водоочистные сооружения, ниже которых река продолжает свой естественный ток вплоть до впадения в Западную Мораву.
В реке водятся сазан, щука, сом, карась,речной окунь, озёрная форель, лещ, судак и много другой рыбы. Это способствует широкому развитию любительского рыболовства среди местных жителей и приезжающих туристов.
Красоты реки и прилегающей речной долины были воспеты несколькими авторами в художественных произведениях. Поэт Добрица Ерич посвятил им стихотворение «Чудесная роза Шумадии». В репертуаре исполнителя Новицы Неговановича есть песня «Тече река, тече Гружа».